# Wicehrabia Sackville
Wicehrabiowie Sackville 1. kreacji (parostwo Wielkiej Brytanii)
- dodatkowy tytuł: baron Bolebrooke
- 1782–1785: George Germain
- 1785–1843: Charles Sackville-Germain, 5. książę Dorset i 2. wicehrabia Sackville